# Снеговой, Вениамин Власович
Вениамин Власович Снеговой (1903—1988) — главный зоотехник госплемзавода «Советское Руно» Ипатовского района, Герой Социалистического Труда, лауреат Сталинской премии.
Родился 27 сентября 1903 г. в посаде Висунск Херсонского уезда Херсонской губернии в семье крестьянина-бедняка.
В 1920 г. окончил семилетку, в 1925 г. — сельхозтехникум им. Октябрьской Революции в Каховском районе Херсонской области с присвоением квалификации «агроном-полевод».
В 1925—1926 гг. техник племотдела крупного рогатого скота красно-степной породы.
В 1926 г. поступил на зоотехнический факультет Херсонского СХИ им. О. Д. Цюрупы.
После его окончания (1930) работал в окружной организации «Молокосоюз». Затем переведён н в Голопристанский район в райземотдел на должность главного зоотехника.
С 1931 г. главный зоотехник племсовхоза «Каракуль-экспорт» (Херсонская область).
Позже переведён на аналогичную должность в совхоз «Пролетарский» Ростовской области, откуда вместе с племенными овцами эвакуировался после начала Великой Отечественной войны.
С 1943 года главный зоотехник госплемзавода «Советское Руно» Ипатовского района Ставропольского края, с 1954 г. одновременно заместитель директора по производственной части.
Разработал и внедрил новую технологию разведения овец и получения высококачественной шерсти. С 1947 по 1957 г. длина шерсти увеличилась на 2 см, настриг шерсти с овцы на 1,6 кг, живой вес молодняка на 4,5 кг. Если в 1947 г. элитные матки составляли 24,7 %, то к 1957 г. — 70,9 %. По его инициативе госплемзавод перешёл на зимнее и ранневесеннее ягнение овец.
В 1950 г. присвоено почётное звание «Заслуженный зоотехник РСФСР».
Участник выведения новой тонкорунной высокопродуктивной породы овец «Ставропольская», за которую в 1951 г. получил Сталинскую премию.
Усовершенствовал бонитировочный ключ для тонкорунных овец. Разработал и внедрил новую технологию выращивания высокопродуктивных баранов-производителей. Стал применять выжигание номеров на рогах электротоком вместо травмоопасных бензиновых паяльников.
Был наставником многих чабанов, позже ставших Героями Социалистического Труда: Василий Выблов, Прокофий Тупольский, Алексей Матлахов, Фёдор Ливенский, Прокофий Куценко, Алексей Залидный, Василий Золотарёв, Николай Гайворон, Сергей Безгин, Егор Алексеенко, Семён Выблов.
Лично шефствовал над хозяйствами: 
- Ипатовский район — колхоз им. Ленина, «Вторая Пятилетка» и совхоз «Кевсалинский»;
- Апанасенковский район — колхоз им. Ленина, «Россия», «Гвардеец», «Путь коммунизма», «Дружба»;
- Петровский район — колхоз им. Свердлова, «1 Мая»;
- Александровский район - колхоз «1 Мая»;
- в Калмыкии — совхоз «40 лет ВЛКСМ».

Член КПСС с 1956 г. Делегат XXII съезда КПСС, XIV съезда профсоюзов СССР. Принимал участие в краевых, всесоюзных совещаниях по овцеводству и сельскому хозяйству.
В 1966 г. Указом Президиума Верховного Совета СССР присвоено звание Героя Социалистического Труда.
Награждён орденами Ленина (1948), «Знак Почёта» (1950); Большой серебряной, Малой и Большой золотой медалями ВСХВ и ВДНХ, Почётной Грамотой Президиума Верховного Совета РСФСР (1983).
Работал до последних дней жизни. Умер 13.07.1988 в пос. Советское Руно Ипатовского района.